# Kotajärvi (Gällivare socken, Lappland, 749134-175390)
Kotajärvi är en sjö i Gällivare kommun i Lappland och ingår i Kalixälvens huvudavrinningsområde.